# Shahr Khodro Football Club
Shahr Khodro Football Club é um clube de futebol com sede em Mexede, Irã. Atualmente disputa a Iran Pro League, que equivale a primeira divisão nacional. O clube foi fundado em 2013 com o nome Padideh Mashhad Football Club. A equipe participou pela primeira vez na Liga dos Campeões da AFC em 2020.

## Títulos
- Azadegan League (2ª divisão): 2013–14